# 매킨토시 (사과)
매킨토시(McIntosh, McIntosh Red 또는 Mac)는 사과의 품종으로, 사과껍질이 초록색과 붉은 색 두가지를 가지고 있고, 사과의 속살은 흰색이며, 초 가을에 수확을 한다. 이 품종으로 사과 소스를 만들 때, 분홍색 빛깔이 나오는 것으로 유명하고, 미국 뉴잉글랜드 지방에서 주로 재배하는 사과 품종이다.
매킨토시란 이름은 이 품종을 처음 기른 사람인 존 매킨토시(John McIntosh)의 성을 따서 붙여지게 되었다.

## 이름을 빌린 사례
애플 컴퓨터에 근무하던 제프 라스킨이 자신이 개발하던 컴퓨터의 이름에, 자신이 좋아하던 사과 품종의 이름을 붙였다(이 품종의 스펠링은 Mcintosh인데, 애플의 제품명의 스펠링은 Macintosh이다. 그러나 발음은 같다). 이 이름으로 인해서 예전부터 이 이름을 쓰고 있었던 오디오 제조회사인 매킨토시 랩과 이름으로 충돌을 빚기도 하였다.